# ماريان فيليكو
ماريان فيليكو (بالرومانية: Marian Velicu)‏ (مواليد 4 يوليو 1977) هو ملاكم روماني، مثّل بلاده في الألعاب الأولمبية الصيفية 2000.

## روابط خارجية
- ماريان فيليكو على موقع أوليمبيديا (الإنجليزية)
- ماريان فيليكو على موقع اللجنة الأولمبية الرومانية (الرومانية)